# Where’d You Go
«Where’d You Go» — песня американского хип-хоп-проекта Fort Minor, сайд-проект ведущего вокалиста рок-группы Linkin Park Майка Шиноды. Это четвертый и последний сингл с дебютного альбома Fort Minor The Rising Tied, выпущенный 14 апреля 2006 года. В песне участвуют Скайлар Грей (которая в то время носила сценический псевдоним Холли Брук) и Джона Матранга, солист рок-группы Far. Песня «Where’d You Go» была написана и спродюсирована Шинодой. Лирически песня написана с точки зрения человека, оставшегося в отношениях на расстоянии о последствиях того, что карьера важнее семьи.
«Where’d You Go» получил в целом положительные отзывы от музыкальных критиков, причем большинство рецензентов отметили простоту песни, а также похвалили вокал Брука. «Where’d You Go» был самым коммерчески успешным синглом Fort Minor, попавшим в топ-10 нескольких международных музыкальных чартов. «Where’d You Go» также достиг № 4 в американском Billboard Hot 100 и получил платиновую сертификацию Американская ассоциация звукозаписывающих компаний (RIAA) в 2009 году. Режиссёром клипа на сингл выступил Филип Андельман. В видео участвовали три семьи, которые, по словам Шиноды, «разделяют то же чувство одиночества, что и эта песня». «Where’d You Go» был включен в сет-лист многочисленных концертов Fort Minor.
Выпущен: 14 апреля 2006
Жанр: осознанный хип-хоп, альтернативный рэп

## Критический прием
«Where’d You Go» получил в целом положительные отзывы музыкальных критиков. Билл Лэмб из Dotdash Спенс Д. из IGN высоко оценил простоту песни, сказав, что она «привлечет поклонников поп-музыки и хип-хопа своей универсальной эмоциональной привлекательностью». Спенс Д. из IGN отметил, что «Where’d You Go» — это «единственный подлинный плач на [The Rising Tied]» Рецензент Mote описал песню как имеющую «хорошее производство, хороший (если немного злоупотреблять) крюк и парня с хорошим и странно знакомым потоком», купив Rising Tied после прослушивания песни. Джо Тимбуонг из The Star сравнил «Where’d You Go» с песней Эминема When I’m Gone, за исключением «более меланхоличного чувства» через вокал Брука. Алек Лун из The Badger Herald сравнил вокал Брук с британской певицей Дидо из песни Эминема «Stan». «Where’d You Go» получила награду за лучший рингтон на MTV Video Music Awards 2006 года.

## Живые выступления
Шинода и Брук исполнили «Where’d You Go» на вечернем шоу с Джеем Лено 24 мая 2006 года Они также исполнили песню на Total Request Live и Sessions@AOL. «Where’d You Go» также была добавлена в сет-лист многочисленных концертов Fort Minor. Вокалист Linkin Park Честер Беннингтон пел припев на двух концертах: один на стадионе Dodger Stadium в Лос-Анджелесе, Калифорния, и другой на летнем фестивале Summer Sonic Festival 2006 в Осаке, Япония.

## Форматы и треки
Все треки написаны Майком Шинодой.
| No. | Название трека                           | Длительность |
| --- | ---------------------------------------- | ------------ |
| 1.  | «Where’d You Go» (featuring Holly Brook) | 3:55         |

Шаблон:Песни Fort MinorВсе треки написаны Майком Шинодой.
| No. | Название трека                                           | Длительность |
| --- | -------------------------------------------------------- | ------------ |
| 1.  | «Where’d You Go» (Album version) (featuring Holly Brook) | 3:51         |
| 2.  | «Where’d You Go» (Radio version)                         | 3:51         |
| 3.  | «Where’d You Go» (Instrumental)                          | 3:53         |
| 4.  | «Where’d You Go» (A Capella)                             | 3:17         |
| 5.  | «Where’d You Go» (Radio A Capella)                       | 3:19         |

Все треки написаны Майком Шинодой.
| No. | Название трека                                              | Длительность |
| --- | ----------------------------------------------------------- | ------------ |
| 1.  | «Where’d You Go» (featuring Holly Brook and Jonah Matranga) | 3:51         |
| 2.  | «Where’d You Go» (Big Bad Remix)                            | 4:06         |
| 3.  | «Where’d You Go» (S.O.B. Remix)                             | 3:17         |

Все треки написаны Майком Шинодой.
| No. | Название трека                                              | Длительность |
| --- | ----------------------------------------------------------- | ------------ |
| 1.  | «Where’d You Go» (featuring Holly Brook and Jonah Matranga) | 3:51         |
| 2.  | «Where’d You Go» (Big Bad Remix)                            | 4:06         |